# Кисет

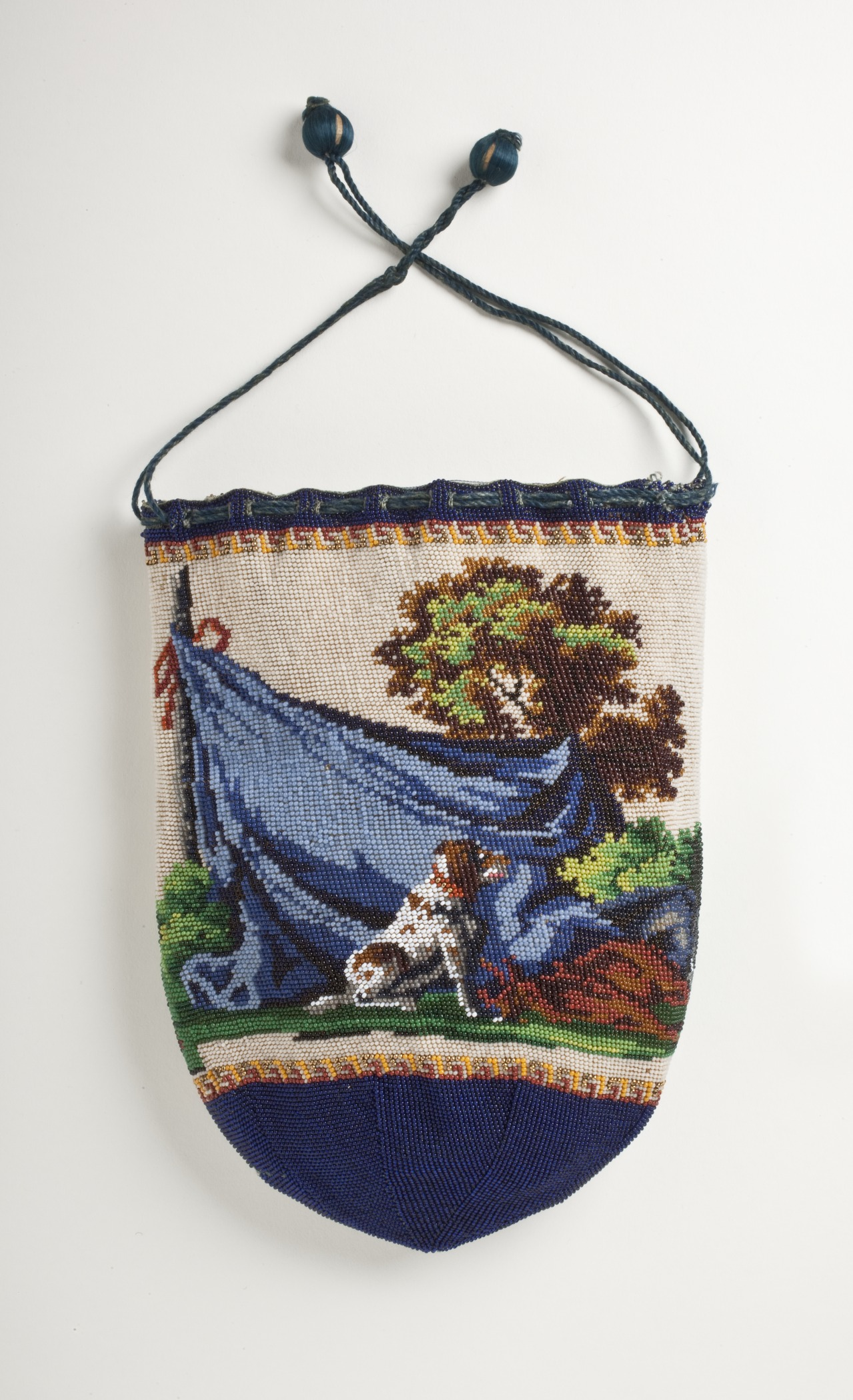
Кисет XIX ст.

Кисе́т (від рос. кисет, спорідненого з укр. киса), гама́н (з тюркських мов), капшу́к, заст. киса́ — торбинка для тютюну, люльки та інших дрібних речей. Часто має вигляд мішечка, горловина якого затягається шнурком.
Гамани колись були звичайною тарою для зберігання тютюну, використовуваного в люльках (люлькового) і самокрутках. Сер Волтер Релі, англійський дослідник і один з перших популяризаторів паління в Англії, під час свого останнього ув'язнення носив кисет з латинським написом Comes meus fuit in illo miserrimo tempore («Він був моїм супутником у той найнещасливіший час»).
До поширення банкнот з бумажниками в гаманах зберігали також і гроші: зменшувальна форма «гаманець» широко вживається досі щодо будь-якого аксесуара, де тримають грошові засоби (у тому числі й електронні).

## Галерея

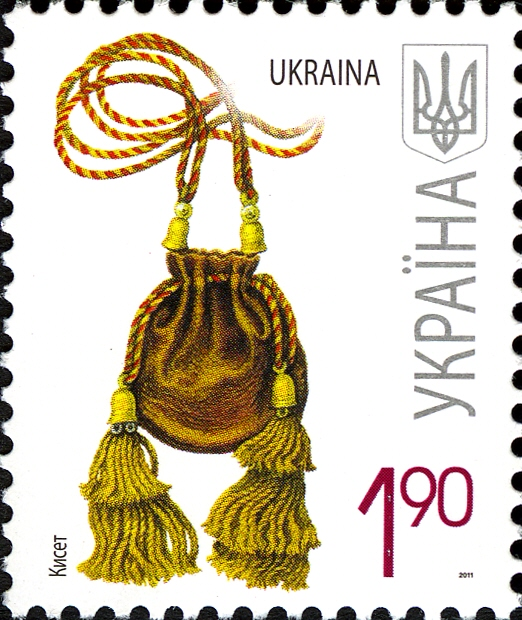
Поштова марка "Кисет, 1,90 грн.", Пошта України, 2011 рік